# Goede tijden, slechte tijden (seizoen 29)
Het negenentwintigste seizoen van Goede tijden, slechte tijden startte op 3 september 2018. Het seizoen werd elke werkdag uitgezonden op RTL 4.

## Rolverdeling

### Aanvang
Het negenentwintigste seizoen telde 220 afleveringen (aflevering 5846-6065).
| Acteur               | Personage        | Afleveringen          |
| -------------------- | ---------------- | --------------------- |
| Jette van der Meij   | Laura Selmhorst  | Hele seizoen          |
| Caroline De Bruijn   | Janine Elschot   | Hele seizoen          |
| Erik de Vogel        | Ludo Sanders     | Hele seizoen          |
| Melissa Drost        | Sjors Langeveld  | Hele seizoen          |
| Everon Jackson Hooi  | Bing Mauricius   | Hele seizoen          |
| Marly van der Velden | Nina Sanders     | Hele seizoen          |
| Ruud Feltkamp        | Noud Alberts     | 5846–5899             |
| Joep Sertons         | Anton Bouwhuis   | Hele seizoen          |
| Dilan Yurdakul       | Aysen Baydar     | 5846–6064             |
| Babette van Veen     | Linda Dekker     | Hele seizoen          |
| Ferri Somogyi        | Rik de Jong      | 5846–5859 • 5894–6065 |
| Britt Scholte        | Kimberly Sanders | 5846–5982 • 6021–6065 |
| Ferry Doedens        | Lucas Sanders    | Hele seizoen          |
| Alkan Çöklü          | Amir Nazar       | Hele seizoen          |
| Anouk Maas           | Zoë Xander       | 5846–6064             |
| Max Willems          | Q Bouwhuis       | 5846–5903             |
| Tim Immers           | Mark de Moor     | 5846–5965             |
| Lidewij Mahler       | Marieke de Moor  | 5846–5940 • 5958      |

### Nieuwe rollen
De rollen die in de loop van het seizoen werden geïntroduceerd als belangrijke personages
| Acteur              | Personage         | Afleveringen                 |
| ------------------- | ----------------- | ---------------------------- |
| Dorian Bindels      | Daan Stern        | Hele seizoen                 |
| Floris Bosma        | Rover Dekker      | Hele seizoen                 |
| Joey Ferre          | Carlos Ramirez    | 5846–5876                    |
| Roel Dirven         | Flo Wagenaar      | 5848–5898 • 5951–6019        |
| Faye Bezemer        | Lana Langeveld    | 5859–5863 • 5893 • 5928–6063 |
| Stephanie van Eer   | JoJo Abrams       | 5881–6065                    |
| Lone van Roosendaal | Billy de Palma    | 5892–5915 • 5996–6049 • 6065 |
| Giovanni Kemper     | Q Bouwhuis        | 5907–5967                    |
| Cecilia Adorée      | Tiffy Koster      | 5928–6010                    |
| Bertrie Wierenga    | Shanti Vening     | 5937–6065                    |
| Vincent Visser      | Valentijn Sanders | 6036–6065                    |

### Bijrollen
| Acteur              | Personage            | Afleveringen            |
| ------------------- | -------------------- | ----------------------- |
| Jules Croiset       | Eduard Stern         | 5846–5920 • 5961–5962   |
| Rutger Remkes       | Richard Klinker      | 5886–5895               |
| Joke Bruijs         | Maria de Jong        | 5904–5920               |
| Bartho Braat        | Jef Alberts          | 5913–5936               |
| Bas Keijzer         | Jos Uylenburg        | 5931 • 5936 • 5939–5946 |
| Michael de Roos     | Alex de Boer         | 5936–5950 • 6052–6065   |
| Bas Heerkens        | Hein Lisseberg       | 5946–5957 • 5985        |
| Luca Savazzi        | Leon Rinaldi         | 5955 • 6051–6065        |
| Tanneke Hartzuiker  | Apollonia Xander     | 5890–5892               |
| Barrie Stevens      | Rudie Reuvers        | 5959–5962               |
| Jop de Vries        | Rob Bekkers          | 5969–6040               |
| Judith van den Berg | Boukje               | 5976-5984               |
| Robin Martens       | Rikki de Jong        | 5996                    |
| Jerome Talsma       | Bram Bouwhuis        | 5996                    |
| Chantal Janzen      | Annelies de Heer     | 5999–6000               |
| Sarah Chronis       | Romy Dublois/Evelien | 6000–6035               |
| Lindertje Mans      | Jet Moerkerken       | 6023–6035               |
| Noah Valentyn       | Nabil El Shaarani    | 6045–6064               |
| Barbara Pouwels     | Carmen Verveer       | 6048–6049               |
| Mitchell Havelaar   | Toon Kampstra        | 6057–6064               |
| Sven de Wijn        | Trauma-arts          | 6065                    |
| Titus Boonstra      | Davy Zwanenberg      | 6065                    |